# ناحیه تاریخی اجوود پارک
ناحیه تاریخی اجوود پارک (انگلیسی: Edgewood Park Historic District) یک منطقه تاریخی واقع در بخش مرکزی غربی نیوهیون، کنتیکت است. این مکان در سال ۱۹۸۶ در فهرست ملی مکان‌های تاریخی ثبت شد. منطقه‌ای عمدتاً مسکونی است که در خیابان اجوود قرار دارد.